# Sojus TMA-08M
Sojus TMA-08M ist eine Missionsbezeichnung für den Flug des russischen Raumschiffs Sojus zur Internationalen Raumstation im Jahr 2013. Im Rahmen des ISS-Programms trägt der Flug die Bezeichnung ISS AF-34S. Es war der 34. Besuch eines Sojus-Raumschiffs an der ISS und der 140. Flug im Sojusprogramm. Mit einer Flugzeit von unter sechs Stunden handelte es sich um den bis dahin kürzesten bemannten Flug zur Internationalen Raumstation.

## Besatzung

### Hauptbesatzung
- Pawel Wladimirowitsch Winogradow (3. Raumflug), Kommandant, (Russland/Roskosmos)
- Alexander Alexandrowitsch Missurkin (1. Raumflug), Bordingenieur, (Russland/Roskosmos)
- Christopher John Cassidy (2. Raumflug), Bordingenieur, (USA/NASA)

### Ersatzmannschaft
- Oleg Walerjewitsch Kotow (3. Raumflug), Kommandant, (Russland/Roskosmos)
- Sergei Nikolajewitsch Rjasanski (1. Raumflug), Bordingenieur, (Russland/Roskosmos)
- Michael Scott Hopkins (1. Raumflug), Bordingenieur, (USA/NASA)

## Missionsbeschreibung
Die Mission brachte drei Besatzungsmitglieder der ISS-Expeditionen 35 und 36 zur Internationalen Raumstation. Das Sojus-Raumschiff löste Sojus TMA-06M als Rettungskapsel ab.
Mit einer Dauer von 5 Stunden und 46 Minuten handelte es sich um den bis dahin schnellsten Flug zur ISS, der zuvor i. d. R. zwei Tage gedauert hatte. Dieses neue „kurze Schema“ wurde möglich, da der neue digitale Bordcomputer des modernisierten Raumschiffs vom Typ Sojus TMA-M unabhängig vom Kontrollzentrum in Koroljow arbeitet und auch ein ständiger Funkkontakt mit der Besatzung nicht mehr nötig ist.
Am 10. September 2013 um 23:37 UTC koppelte Sojus TMA-08M mit Winogradow, Missurkin und Cassidy an Bord ab. Damit begann auf der ISS die Expedition 37 mit Fjodor Jurtschichin als Kommandant. Die Landung erfolgte dann am 11. September um 2:59 UTC 152 km südöstlich von Scheskasgan bei 13 Grad Celsius und wolkenlosem Himmel in der Steppe Kasachstans.